# Hans Johansson Schütz
Hans Johansson Schütz (Schutz, Schütt, Schütte, Skyts), död före 7 februari 1674, var en svensk skeppsbildhuggare och troligen målare.
Han var gift med Anna Antonsdotter Harden änka efter vintapparen Daniel Prieben. Schütz var snickargesäll och Bieltschneider på amiralitetsbildhuggaren Jost Schütz verkstad 1664 och blev 1671 mästare i Stockholms snickarämbete. Han var bosatt i Stockholm där han ägde en halv gård vid Mariagatan. Det finns få uppgifter om hans verksamhet som skeppsbildhuggare men man vet att han 1669 utförde ett begravningsvapen till stallmästare Bures begravning och Nils Månsson Mandelgren uppger att 1869 såg ett porträtt hos komminister E Rosenius signerat Hans Schütte fecit 1659. 